# Aingeville
Aingeville är en kommun i departementet Vosges i regionen Grand Est (tidigare regionen Lorraine) i nordöstra Frankrike. Kommunen ligger i kantonen Bulgnéville som tillhör arrondissementet Neufchâteau. År 2022 hade Aingeville 61 invånare.

## Befolkningsutveckling
Antalet invånare i kommunen Aingeville
| Referens: INSEE |